# La Bastide-Clairence
La Bastide-Clairence är en kommun i departementet Pyrénées-Atlantiques i regionen Nouvelle-Aquitaine i sydvästra Frankrike. Kommunen ligger i kantonen La Bastide-Clairence som tillhör arrondissementet Bayonne. År 2022 hade La Bastide-Clairence 987 invånare.

## Befolkningsutveckling
Antalet invånare i kommunen La Bastide-Clairence
| Referens: INSEE |